# Real Steel
Real Steel è un film del 2011 diretto da Shawn Levy.
Il film è prodotto da Steven Spielberg e Robert Zemeckis ed interpretato da Hugh Jackman e Evangeline Lilly. È ispirato al racconto di fantascienza Acciaio (Steel) di Richard Matheson, in precedenza già adattato per la televisione con l'omonimo episodio della serie televisiva Ai confini della realtà.

## Trama
Anno 2020, i robot vengono costruiti per farli combattere al posto degli uomini. Charlie Kenton, ex pugile professionista prossimo al titolo mondiale, perde la sua occasione di conquistarlo quando un robot lo sostituisce sul ring. Divenuto manager del robot, Ambush, decide di impiegarlo in combattimenti clandestini per racimolare un po' di soldi, ma in uno di questi incontri, che avviene in un rodeo contro un toro, il robot viene distrutto e Charlie si defila senza saldare il proprio debito con l'organizzatore. Nel frattempo viene a scoprire che la sua ex fidanzata è morta e viene convocato per decidere a chi spetterà la custodia del figlio, Max. Charlie non se lo ricorda neppure e non lo vuole, e decide quindi di lasciarlo alla sorella della defunta ex-ragazza in cambio di 100.000 dollari, ma gli viene comunque assegnato fino alla fine dell'estate. Con i soldi ricevuti per l'affidamento, Charlie acquista un robot proveniente dal Giappone che tempo prima aveva combattuto nella Lega mondiale, Noisy Boy. Lo iscrive così ad un combattimento clandestino di medio livello e, convinto che il robot sia imbattibile, chiede una sfida contro il campione, Midas, nella quale però viene sconfitto e distrutto.
Dopo aver recuperato il circuito di controllo vocale di Noisy Boy, Charlie, ormai disperato e a corto di soldi, va con Max in una discarica per rottami di robot, nella speranza di trovare qualche pezzo per costruirne uno. Accidentalmente, però, Max cade in un dirupo ma fortunatamente rimane aggrappato al braccio di un robot, che tirerà da solo fuori dal fango impiegandovi tutta la notte. Una volta portato a casa, Charlie gli spiega che non è possibile usarlo per combattere dato che è solo un G2, un robot da allenamento, fra l'altro anche tra i primi modelli costruiti e di statura inferiore alla media degli altri robot. Max tuttavia convince Charlie a farlo combattere, e gli organizza un incontro di basso livello in uno zoo. Contro ogni aspettativa, il robot riesce a battere l'ex campione dell'arena, Metro, un robot simile al mostro di Frankenstein.
Max, utilizzando il controllo vocale di Noisy Boy e alcuni componenti di Ambush, riesce a programmare il suo robot, Atom, in modo che possa imparare e memorizzare mosse e tattiche che gli vengono mostrate. Charlie insegna al robot i fondamenti della boxe, e una volta che il robot ha memorizzato tutto, Charlie lo iscrive ad un torneo di boxe. Atom, con la sua resistenza ai colpi e l'abilità di Charlie con il controllo vocale, riesce a superare tutti gli incontri che gli capitano, restando imbattuto. Charlie viene infine invitato ad iscrivere il robot al WRB, il campionato mondiale di boxe tra robot, nel quale si dovrà confrontare contro i più forti robot da combattimento del mondo.
Nel primo incontro, Charlie inizia a perdere la fiducia quando si accorge che Atom ha ben poche speranze: è vecchio e rovinato dai numerosi incontri, mentre il robot concorrente, Twin Cities, è nuovo, molto più grosso, controllato da una centralina avanzatissima e, al contrario degli altri robot, ha due teste. Poco prima dell'incontro, Charlie viene convocato nella sala di Tak Mashido, il proprietario di Zeus, il robot campione, e dalla sua compagna russa Farra Lemkova e gli vengono offerti 200 000 dollari per acquistare Atom come sparring partner dello stesso Zeus. Charlie si dimostra favorevole, ma Max non ne vuole sapere, essendosi affezionato ad Atom, e prepara il robot al combattimento. Il piccolo robot vince l'incontro con Twin Cities in un'esaltazione generale e Max a fine match sale sul ring strappando il microfono all'arbitro e invita i proprietari di Zeus (ovvero Tak Mashido e Farra Lemkova, che hanno assistito all'incontro) a sfidare il suo Atom. Uscito dall'arena, però, Charlie viene assalito e malmenato da tre uomini, capeggiati dall'organizzatore di combattimenti clandestini a cui Charlie doveva dei soldi. Questo lo spinge a chiamare la zia di Max e ad affidarglielo per non fargli correre altri rischi, ma capisce presto di avere con suo figlio un obiettivo da portare a termine, perciò torna a riprenderselo.
Arrivato all'incontro finale con Zeus, Charlie sa bene che le speranze di vittoria sono pressoché nulle. In meno di dieci secondi, Atom finisce due volte a terra, il che costringe Charlie a fargli adottare una tattica basata esclusivamente sulla difesa, nella speranza di arrivare alla fine del round ancora intero. Al suono della campana, Max e Charlie si precipitano verso il robot per effettuare delle riparazioni di fortuna. Il combattimento si protrae per tre round, e inizialmente Atom riesce a piazzare qualche colpo su Zeus, ma alla fine i due robot si combattono come se fossero davvero alla pari. Alla fine del quarto round, però, Zeus mette fuori gioco il controllo vocale di Atom. Charlie e Max se ne accorgono, e Max convince il padre a comandarlo in modalità ombra, in cui il robot segue a vista le mosse di chi lo controlla. Controvoglia, Charlie accetta, e all'inizio del quinto e ultimo round si mette in posizione difensiva, restandoci e facendovi restare Atom fino a quando non si accorge che Zeus sta esaurendo le riserve di energia. Al momento favorevole, Charlie scatta dalla posizione difensiva a una serie di attacchi fulminei, in cui a poco a poco Zeus inizia ad andare in tilt, e Atom riesce addirittura a metterlo al tappeto, mentre lo stesso Tak Mashido, che negli ultimi minuti di combattimento aveva personalmente assunto i controlli manuali di Zeus, tenta inutilmente di far pendere la bilancia di nuovo a suo favore, ma alla fine il round termina, e con esso l'incontro, e Atom non riesce a mettere Zeus KO. Il pubblico sale sul ring per acclamare Atom e i suoi proprietari, mentre la giuria emana il verdetto dell'incontro. Sui tre giudici dell'incontro, due riconoscono la vittoria a Zeus, facendolo rimanere il campione ancora imbattuto, ma il vincitore morale rimane Atom, che se avesse avuto dieci secondi di tempo in più a quel punto avrebbe certamente battuto Zeus. Nonostante Lemkova si ostini ad accettare il risultato vittorioso come se l'era immaginato, lo stesso Tak Mashido riconosce invece l'incontro come una sconfitta, allontanandosi dal ring senza rilasciare dichiarazioni. Atom viene così acclamato da tutto il pubblico e da Charlie e Max come il "Campione della Gente".

## Distribuzione
Il primo trailer ufficiale è stato distribuito nel dicembre 2010. Il secondo full trailer ufficiale è stato pubblicato il 10 maggio 2011. Il film è stato distribuito nelle sale cinematografiche statunitensi il 7 ottobre 2011. In Italia il film è stato distribuito nelle sale il 25 novembre 2011.
Benché nei primi trailer con Hugh Jackman usciti in Italia fosse previsto il titolo Atom, dal nome del robot protagonista, in seguito è stato adattato in Real Steel come nella versione in lingua originale.

## Accoglienza

### Incassi
Il film ha incassato $85,5 milioni di dollari negli Stati Uniti (27 nel solo fine settimana di apertura) e $213,8 milioni nel resto del mondo, per un incasso totale di oltre 299 milioni di dollari.

### Critica
Il film è stato accolto da recensioni miste da parte della critica. Sul sito aggregatore di recensioni Rotten Tomatoes detiene un 60% di gradimento basato su 235 recensioni professionali, con una media dei voti del 5.91 su 10. Su Metacritic il film ha un punteggio del 56 su 100, basato sul parere di 34 critici.

## Riconoscimenti
- 2012 - Premio Oscar
  - Candidatura come migliori effetti speciali a Erik Nash, John Rosengrant, Dan Taylor e Swen Gillberg[6]
- 2012 - People's Choice Awards
  - Star preferita in un film d'azione a Hugh Jackman[7]
- 2012 - Young Artist Award
  - Miglior performance di un giovane attore in film a Dakota Goyo
- 2012 - Saturn Award
  - Candidatura come miglior performance di un giovane attore a Dakota Goyo

## Videogiochi
Dalla pellicola sono stati tratti anche due videogiochi per iOS e Android Real Steel World Robot Boxing (2013) e Real Steel Boxing Champions (2015), e il videogioco omonimo per PlayStation 3 e Xbox 360.